# Arawaktrast
Arawaktrast (Turdus nudigenis) är en fågel i familjen trastar inom ordningen tättingar.

## Utseende och läte
Arawaktrasten är en medelstor brun trast med karateristiskt bred orangegul ring runt ögat och relativt ljus näbb, två egenskaper som skiljer den från i övrigt lika kakaotrasten. Sången består av en behaglig serie med stigande och fallande visslingar. Det vanligaste lätet är ett böjt kattlikt ljud, rätt annorlunda från kakaotrastens.

## Utbredning och systematik
Arawaktrasten förekommer i södra Västindien och nordöstra Sydamerika. Den delas in i två underarter med följande utbredning:
- Turdus nudigenis nudigenis – förekommer från södra Små Antillerna och Trinidad till Colombia, Guyanaregionen och norra Brasilien
- Turdus nudigenis extimus – förekommer i norra Brasilien (södra stranden av lägre Amazonfloden i Santarém-regionen)

## Levnadssätt
Arawaktrasten hittas i öppet skogslandskap. Den kan ses födosöka både på marken och uppe i träd.

## Status
Arten har ett stort utbredningsområde och beståndet anses stabilt. Internationella naturvårdsunionen IUCN listar den därför som livskraftig (LC).

## Bildgalleri

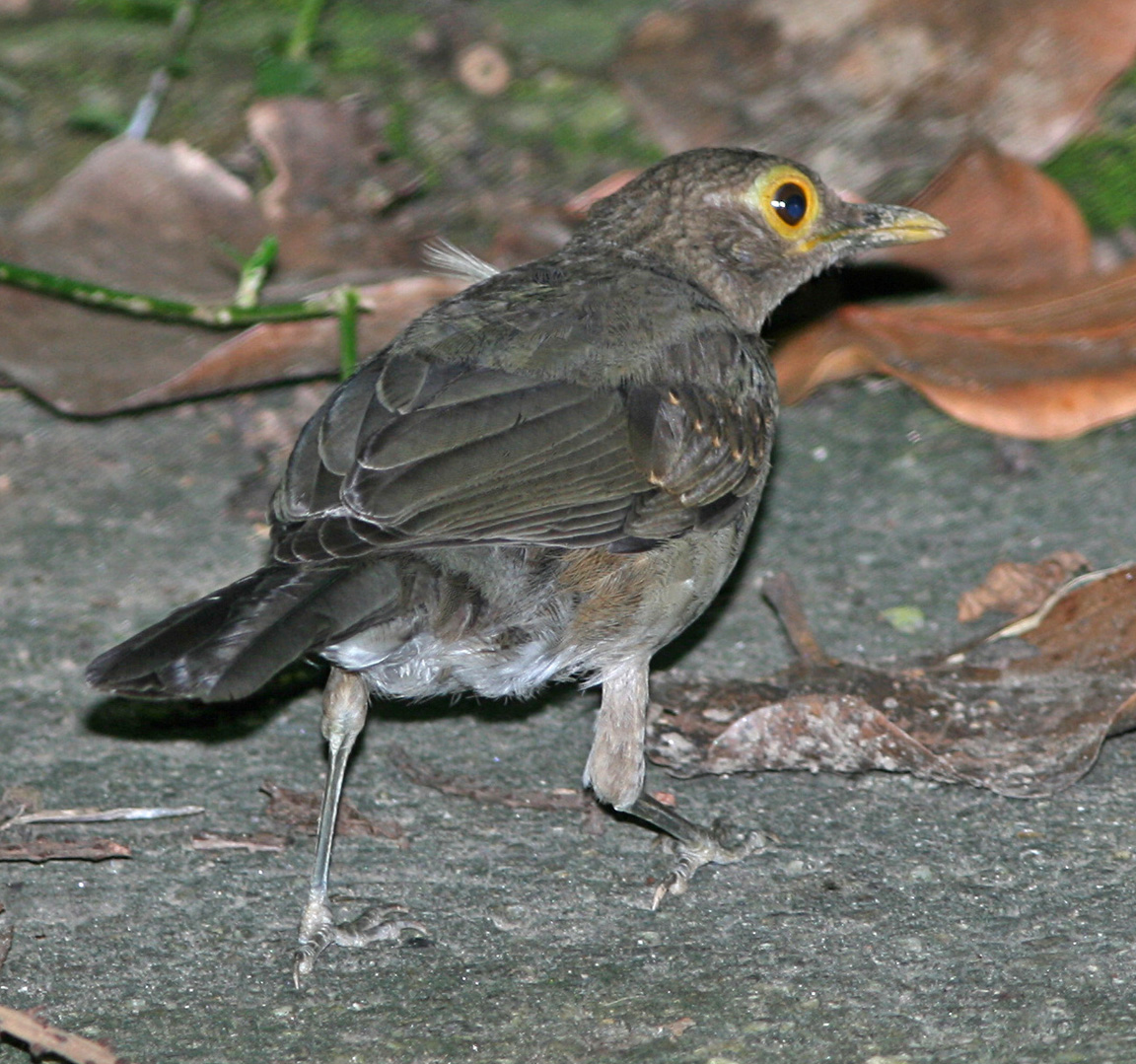
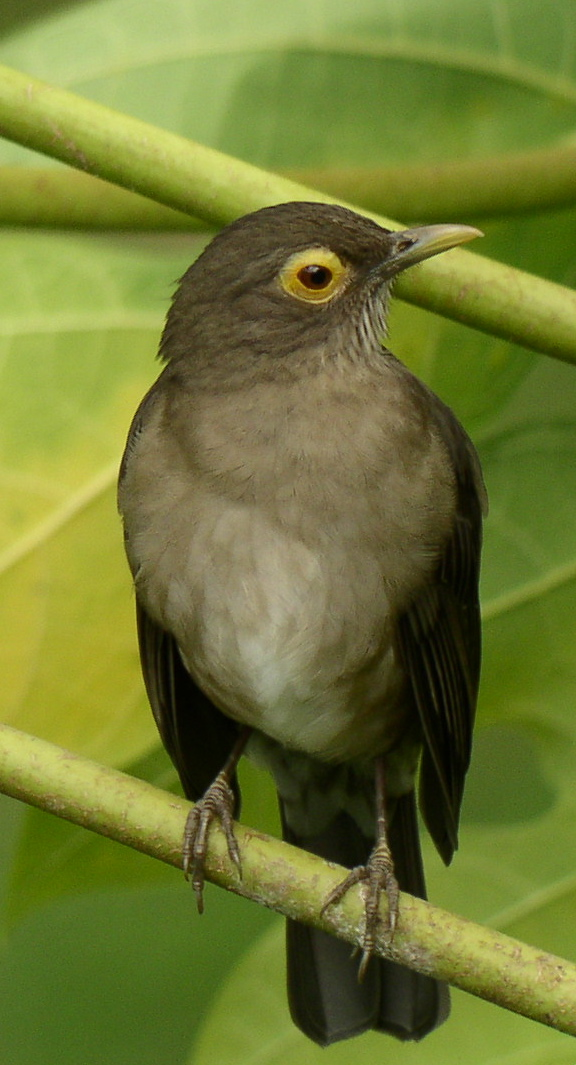
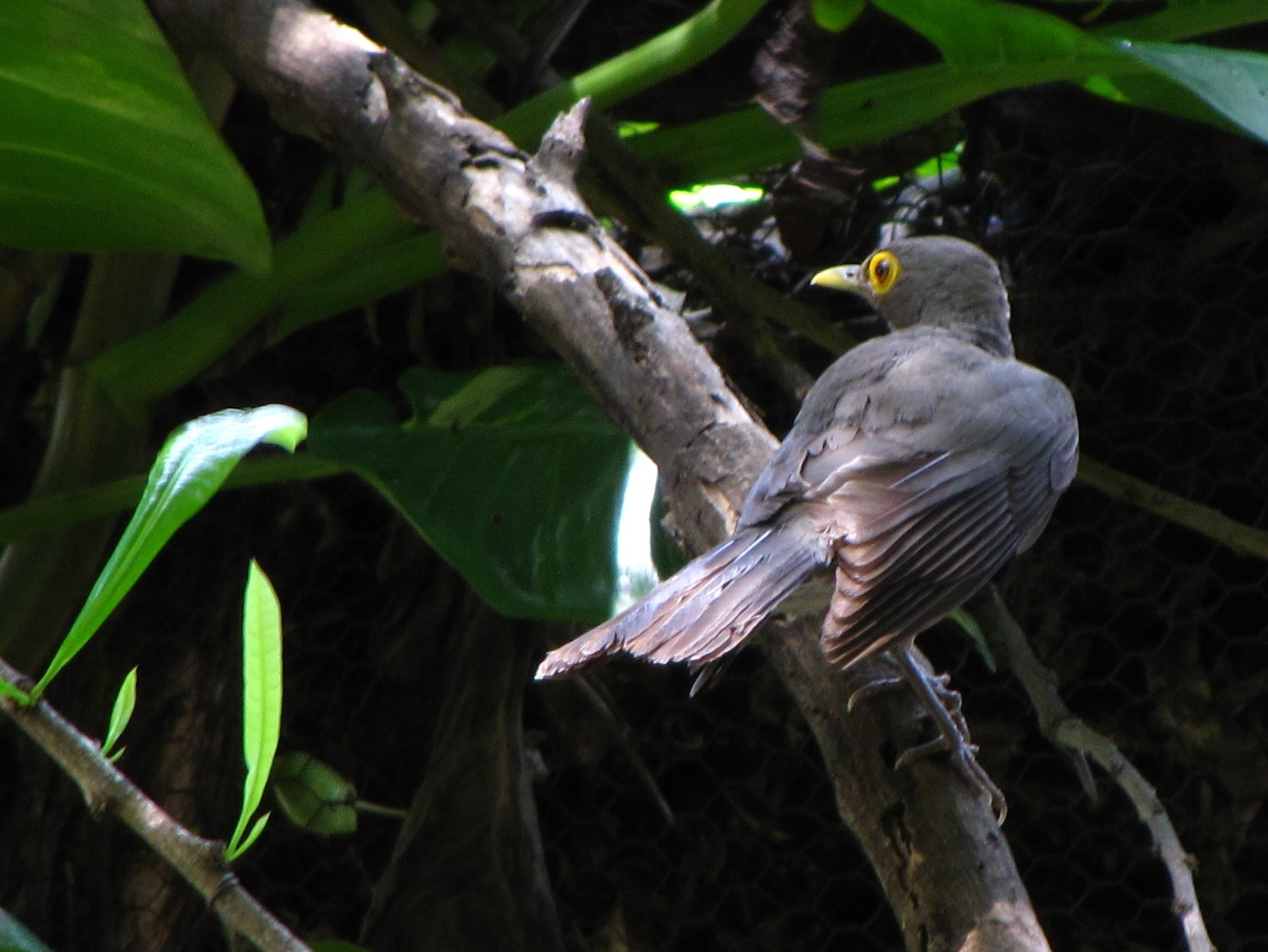
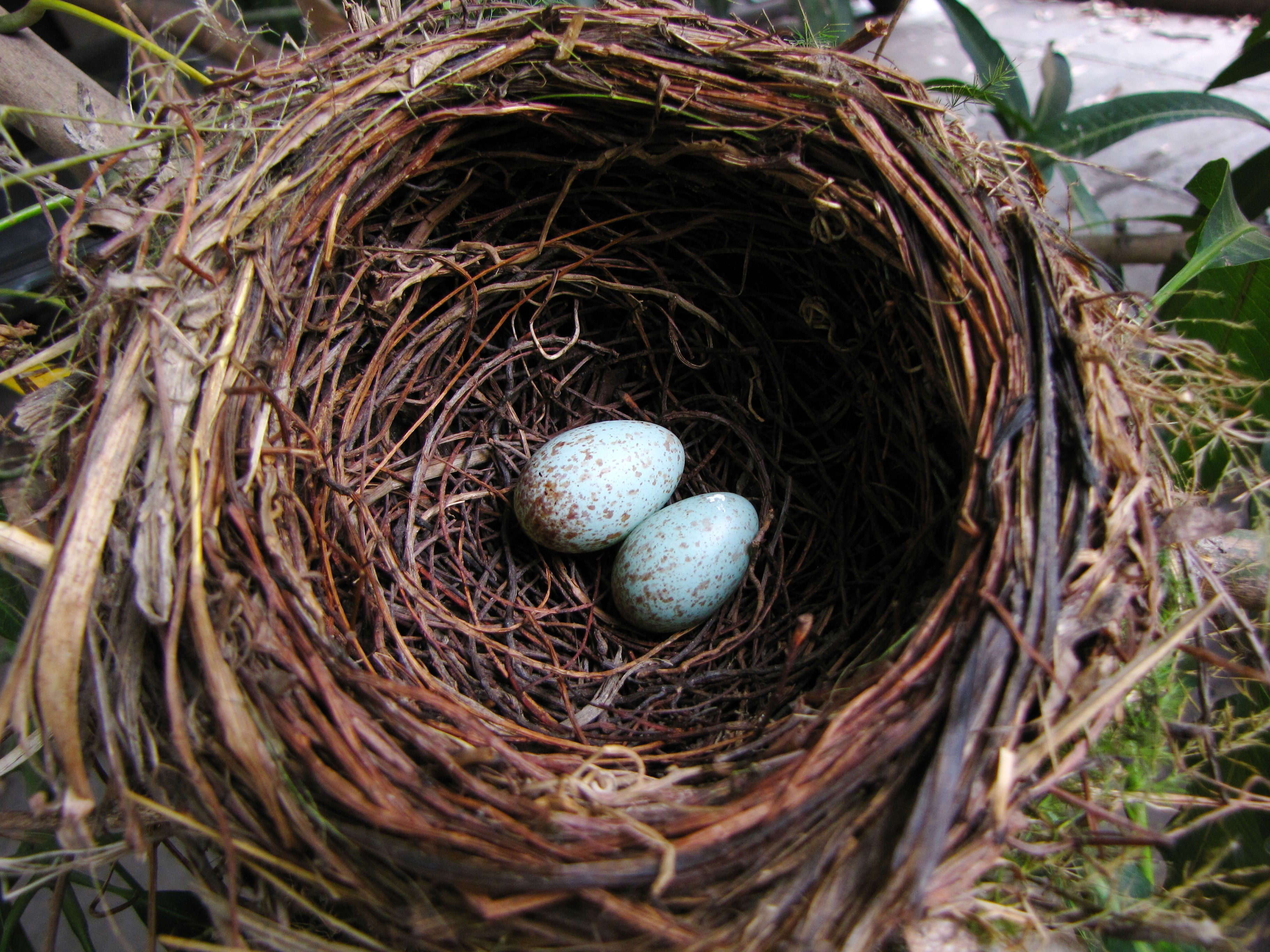

## Namn
Arawak är ett samlingsnamn på indianfolk i Västindien och längs Sydamerikas norra kuster.